# 蓝田书院 (广东)
蓝田书院，位于中国广东省梅州市丰顺县汤坑镇，为丰顺县的一个县级文物保护单位，类型为古建筑，公布时间为1983年4月。
蓝田书院的历史年代为清代。1983年4月，丰顺县人民政府认定其为丰顺县文物保护单位。